# Marlene Smith
Marlene Smith (Birmingham, 1964) es una artista y curadora británica. Formó parte del grupo fundador de BLK Art Group y fue  directora de The Public en West Bromwich. Es directora de Investigación en el Reino Unido de Black Artists and Modernism, un proyecto colaborativo de investigación dirigido por la Universidad de las Artes de Londres y la Universidad de Middlesex.

## Formación
Smith estudió Arte y Diseño en el Bradford College desde 1983 hasta 1987).

## Exposiciones

### Individuales seleccionadas
- The Pan-Afrikan Connection (1983-1984).[5]
- The Thin Black Line, Instituto de Arte Contemporáneo (1985).[5]
- Unrecorded Truths, The Elbow Room (1986).[5]
- Some of us Are Brave, The Black-Art Gallery (1986).[5]